# Sebastián Vegas
Sebastián Vegas, né le 4 décembre 1996 à Santiago au Chili, est un footballeur international chilien. Il joue au poste de défenseur central ou d'arrière gauche avec le club de Colo-Colo, en prêt du CF Monterrey.

## Biographie

### Audax Italiano
Né à Santiago au Chili, Sebastián Vegas est formé par le club d'Audax Italiano. Le 4 octobre 2014, il joue son premier match en professionnel face au Deportes Iquique, en championnat. Il entre en jeu en cours de rencontre ce jour-là, et son équipe remporte la partie (2-1).
Avec cette équipe, il dispute un total de 54 matchs dans le championnat du Chili, inscrivant un but.

### Monarcas Morelia
En juillet 2016, Vegas rejoint le Mexique, et s'engage en faveur du Monarcas Morelia, ce qui constitue sa première expérience hors de son pays.
Il inscrit, avec cette équipe, deux buts lors du tournoi Apertura 2017, quatre buts lors du tournoi Apertura 2018, et deux buts lors du tournoi Apertura 2019.

### CF Monterrey
Le 14 juillet 2020, Sebastián Vegas est prêté au club mexicain du CF Monterrey pour une saison avec option d'achat.
Le 9 octobre 2023, Vegas prolonge son contrat avec le CF Monterrey, il est alors lié au club jusqu'en juin 2028.

### En sélection nationale
Avec les moins de 17 ans, il participe au championnat sud-américain des moins de 17 ans en 2013. Lors de cette compétition, il joue quatre matchs. Il se met en évidence en inscrivant un but face à l'Uruguay.
Par la suite, avec les moins de 20 ans, il participe au championnat sud-américain des moins de 20 ans en 2015. Lors de cette compétition, il joue à nouveau quatre matchs.
En janvier 2015, Sebastián Vegas est appelé pour la première fois par le sélectionneur de l'équipe nationale du Chili, Jorge Sampaoli pour un match amical face aux États-Unis. Il n'entre toutefois pas en jeu lors de ce rassemblement. Il est par la suite à nouveau appelé mais reste sur le banc des remplaçants sans jouer. Il faut attendre le 31 mai 2018 pour le voir honorer sa première sélection, lors d'un match amical face à la Roumanie. Il est titulaire ce jour-là, et son équipe s'incline (3-2).
Le 8 juin 2018, il délivre sa première passe décisive avec le Chili, lors d'un match amical contre la Pologne (2-2). Par la suite, le 17 novembre, il inscrit son premier but en équipe nationale, en amical face au Costa Rica (défaite 2-3).
Il est retenu dans la liste du sélectionneur Martín Lasarte pour disputer la Copa América 2021.